# Kampfgeschwader 153
153-тя бомбардувальна ескадра (нім. Kampfgeschwader 153 (KG 153) — бомбардувальна ескадра Люфтваффе, що існувала у складі повітряних сил вермахту напередодні Другої світової війни. 1 травня 1939 року її перейменували на 3-тю бомбардувальну ескадру (KG 3).

## Історія
153-тя бомбардувальна ескадра заснована 1 квітня 1935 року у Мерзебурзі, як «авіаційна група Мерзебург» (нім. "Fliegergruppe Merseburg"). До кінця вересня 1935 року група була укомплектована і оснащена 18 Ju 52/3m. 1 жовтня 1935 року група була перейменована на I./KG 153 і згодом була оснащена Dornier Do 23. 1 квітня 1935 року у Фінстервальде почалося формування II групи Kampfgeschwader 153 під кодовою назвою «Fliegergruppe Finsterwalde». До кінця вересня 1935 року група була укомплектована і оснащена 18 Ju 52/3m. 1 жовтня 1935 року група була перейменована на II./KG 153 і згодом була оснащена Dornier Do 23. На початку 1936 р. частина екіпажів I. групи була виділена для формування III. KG 253. 1 квітня 1936 року в Мерзебурзі був розгорнутий штаб ескадри і III. група. 1 квітня 1937 р. в Лігніці з III./KG 253 створена IV група KG 153 з двома ескадрильями (10-та і 11-та). У серпні 1937 року III. група оснащена Junkers Ju 86. У 1938 році IV. група ескадрильї брала участь у вторгненні в Австрію і незабаром передислокувалася в Нойбіберг. 1 листопада 1938 року IV група KG 153 була передана KG 252 як II група.
1 травня 1939 року KG 153 перейменували на 3-тю бомбардувальну ескадру (KG 3). 1-ша група ескадри стала I./KG 77.

## Командування

### Командири
- оберст Вальтер Зомме (нім. Walter Sommé) (1 квітня 1936 — 1 лютого 1939);
- оберст Генріх Зейвальд (нім. Heinrich Seywald) (1 лютого — 1 травня 1939).

### Командири I./KG 153
- оберстлейтенант Вальтер Швабедіссен (нім. Walter Schwabedissen) (1 жовтня 1935 — 1 жовтня 1936);
- оберстлейтенант Отто Гоффман фон Вальдау (нім. Otto Hoffmann von Waldau) (1 жовтня 1936 — 30 вересня 1937);
- оберстлейтенант Еріх-Ердманн Фіцау (нім. Erich-Erdmann Fitzau) (1 жовтня 1937 — 1 квітня 1939);
- майор Бальке (нім. Balcke) (1 квітня — 1 травня 1939).

### Командири II./KG 153
- майор Гюнтер Ціглер (нім. Günther Ziegler) (1 жовтня 1935 — 28 лютого 1937);
- Гауптман Ернст Ексс (нім. Ernst Exss) (1 березня 1937 — 1 грудня 1938);
- оберст Віктор Зебауер (нім. Viktor Seebauer) (1 грудня 1938 — 1 травня 1939).

### Командири III./KG 153
- оберстлейтенант Роберт Фукс (нім. Robert Fuchs) (1 квітня 1936 — 31 березня 1938);
- оберстлейтенант Ганс Грунд (нім. Hans Grund) (1 квітня 1938 — 1 травня 1939).

### Командири IV./KG 153
- оберстлейтенант Вольфрам фон Ріхтгофен (нім. Wolfram von Richthofen) (1 квітня — 30 вересня 1937);
- оберстлейтенант Горст Мерц (нім. Horst Merz) (1 червня — 30 серпня 1937), ТВО;
- оберстлейтенант Бернгард Георгі (нім. Bernhard Georgi) (1 жовтня 1937 — 1 листопада 1938).

## Основні райони базування 153-ї бомбардувальної ескадри

### Основні райони базуванняштабуKG 153
| 1 квітня 1936 — 1 травня 1939 | Мерзебург | Ju 52, Do 23 |

### Основні райони базування I./KG 153
| 1 жовтня 1935 — квітень 1939 | Мерзебург   | Ju 52, Do 11, Ju 86 |
| квітень — 1 травня 1939      | Прага-Ґбели | Ju 86, Do 17        |

### Основні райони базування II./KG 153
| 1 жовтня 1935 — 1 травня 1939 | Фінстервальде | Ju 52, Do 23, Ju 86, Do 17 |

### Основні райони базування III./KG 153
| 1 квітня 1936 — 1 травня 1939 | Гайлігенбайль | Ju 52, Ju 86, Do 17 |

### Основні райони базування IV./KG 153
| 1 квітня 1936 — 1 травня 1939 | Лігніц | Ju 52, Ju 86 |